# Thiou
Thiou – rzeka we Francji, przepływająca przez teren departamentu Górna Sabaudia, o długości 3,5 km. Stanowi dopływ rzeki Fier.